# Heavy Eyes
Heavy Eyes è il secondo singolo estratto dall'album di debutto Fauna della cantante danese Oh Land. È stato pubblicato il 20 maggio 2009 in Danimarca. Al prodotto hanno partecipato Rohat Jakob Everlöff, al basso e al sintetizzatore, e Thomas Knak, come co-produttore e co-programmatore del singolo.

## Tracce

### Singolo
1. Heavy Eyes (Radio Edit) (3:30)

### EP
1. Heavy Eyes (Radio Edit) (3:31)
2. Heavy Eyes (Trentemøller remix) (6:47)
3. Heavy Eyes (Kasper Bjørke remix) (5:56)
4. Heavy Eyes (James Braun remix) (6:20)
5. Heavy Eyes (Opiate Remix) (3:51)
6. Heavy Eyes (Acoustic live version) (2:31)